# Stretto di Patinti
Lo stretto di Patinti (indonesiano: Selat Patinti) è un braccio di mare che separa l'isola di Bacan, ad ovest, dall'isola di Halmahera, ad est, in Indonesia. Lo stretto, situato nel mar delle Molucche, ha una lunghezza di circa 70 km e una larghezza compresa fra i 10 e i 30 km.